# Сочнева, Екатерина Александровна
Екатерина Александровна Сочнева  (род. 12 августа 1985, Москва) — российская футболистка, полузащитница. Выступала за сборную России.

## Биография
Первой командой спортсменки стала «Чертаново» (Москва) под руководством тренера Дениса Палкина. Затем играла за московские «Спартак» и «ШВСМ Измайлово» и азербайджанский «Гёмрюкчю».
В первой половине 2010-х годов выступала за подмосковный «Зоркий», в котором провела около 100 матчей, становилась чемпионкой и призёром чемпионата России. После короткого периода игры за «Россиянку» перешла в ЦСКА, с этим клубом стала чемпионкой России 2019 года. В 2020 году перешла в петербургский «Зенит», была капитаном команды. По окончании сезона 2021 года объявила о завершении карьеры.
28 января 2005 года Екатерина Сочнева дебютировала в составе национальной сборной России в матче международного турнира 4-х наций с Китаем. Всего провела в национальной команде более 80 матчей. Участница трёх финальных турниров чемпионата Европы. В 2009 году выступала за сборную России на Универсиаде в Белграде, где россиянки заняли пятое место.
15 марта 2023 года Екатерина Сочнева родила дочь.
В 2022 году играла в чемпионате России по пляжному футболу в составе ЖФК «Кристалл» и сборной Санкт-Петербурга. В составе сборной Санкт-Петербурга стала бронзовым призёром чемпионата России в 2022 году и серебряным призёром в 2023 году. В 2024 играла в составе команды СКМФ.
С августа 2024 года тренирует девочек в Академии ФК «Зенит».

## Достижения

### Командные
- Чемпионка России (2): 2012/2013, 2019
- Серебряный призёр чемпионата России (2): 2006, 2011/2012 годов.
- Бронзовый призёр Чемпионата России (2): 2013, 2021
- Обладательница Кубка России: 2017
- Бронзовый призёр Чемпионата Европы (U19): 2004
- Серебряный призёр чемпионата России по пляжному футболу: 2023
- Бронзовый призёр чемпионата России по пляжному футболу: 2022

### Личные
- Мастер спорта России
- 2004 г. — участник молодёжного Чемпионата мира U-19.
- 2009 г. — участник Чемпионата Европы, участник Всемирной Универсиады
- 2012/2013 гг. — участник Чемпионата Европы